# 新出ななみ
新出 ななみ（しんで ななみ）は、日本の声優。

## 略歴
芝居を始めようと思ったきっかけは小さい頃で、外国の映画を見ていた時に、喋ってるのは外国人だが、テレビで見ていたところ吹き替えで「外国人が日本語を喋ってる」と思っていたという。それが面白く、それをきっかけに映画が好きになって、職業としての声優に興味を持ったという。
声を録音するという遊びをしており、職業としての声優を無知だった頃からそういうことをするのが好きで、職業にしたいという夢になったという。色々な人物に相談して、「芝居の勉強をした方がいい」とことから芸術系大学を選び、劇団で少し活動していた。

## 出演作品

### テレビアニメ
2009年
- 東京マグニチュード8.0（第9話：役名なし）※新出七巳名義

2011年
- Rio RainbowGate!（第1話：女B、第2話：女C、第5話：客B、第9話：客A、第13話：愛猫家）

2012年
- 戦国コレクション（第2話：コーラスグループ）
- 超訳百人一首 うた恋い。（第7話：乳母、第9話：女房）

2014年
- 遊☆戯☆王ARC-V（山城タツヤ[3]）

### CDドラマ
2012年
- 超訳百人一首 うた恋い。（女房）

### モーションコミック
2013年
- 高校デビュー（高橋真巳）※J:COMオンデマンド、auビデオパス、他にて配信

2014年
- ミックスベジタブル（松坂先生）※J:COMオンデマンド、auビデオパス、他にて配信

### 吹き替え
2013年
- ウォールストリート・ダウン（ロージー・バックスフォード〈エリン・カープラック〉）

### 舞台
2013年
- まごころ18番勝負 第17回公演『排他的論理和の否定 - exclusive Not OR -』（王子小劇場 2013/8/28～9/1）[4]